# Pierre Fresnay
Pierre Fresnay (n. 4 aprilie 1897, Paris, Île-de-France, Franța – d. 9 ianuarie 1975, Neuilly-sur-Seine, Région parisienne, Franța) a fost  un actor de film și teatru francez.

## Filmografie
| An   | Titlu                             | Rol                                                      | Regizor                      | Note              |
| ---- | --------------------------------- | -------------------------------------------------------- | ---------------------------- | ----------------- |
| 1916 | Quand même                        |                                                          | Henri Pouctal                |                   |
| 1921 | L'essor                           |                                                          | Charles Burguet              |                   |
| 1922 | The Black Diamond                 | Bouvier                                                  | André Hugon                  |                   |
| 1922 | The Mysteries of Paris            | François Germain                                         | Charles Burguet              |                   |
| 1924 | Le petit Jacques                  | Paul Laverdac                                            | Georges Lannes               |                   |
| 1924 | La mendiante de Saint-Sulpice     |                                                          | Charles Burguet              |                   |
| 1924 | Les premières armes de Rocambole  | Jean Robert                                              | Charles Maudru               |                   |
| 1924 | The Loves of Rocambole            | Jean Robert                                              | Charles Maudru               |                   |
| 1929 | A Foolish Maiden                  | Gaston de Charance                                       | Luitz-Morat                  |                   |
| 1930 | Ça aussi!... c'est Paris          |                                                          | Antoine Mourre               |                   |
| 1931 | Marius                            | Marius Olivier, César's son                              | Alexander Korda              |                   |
| 1932 | Fanny                             | Marius Olivier, César's son                              | Marc Allégret                |                   |
| 1933 | Âme de clown                      | Jack                                                     | Marc Didier                  |                   |
| 1934 | La Dame aux camélias              | Armand Duval                                             | Fernand Rivers și Abel Gance |                   |
| 1934 | The Man Who Knew Too Much         | Louis Bernard                                            | Alfred Hitchcock             |                   |
| 1935 | Kœnigsmark                        | Raoul Vignerte, French teacher                           | Maurice Tourneur             |                   |
| 1936 | Le roman d'un jeune homme pauvre  | Maxime Hauterive de Champcey                             | Abel Gance                   |                   |
| 1936 | Under Western Eyes                | Razumov                                                  | Marc Allégret                |                   |
| 1936 | César                             | Marius Olivier, César's son                              | Marcel Pagnol                |                   |
| 1937 | Street of Shadows                 | Captain Georges Carrère                                  | Georg Wilhelm Pabst          |                   |
| 1937 | La Grande Illusion                | Captain Boeldieu                                         | Jean Renoir                  |                   |
| 1937 | The Silent Battle                 | Bordier                                                  | Pierre Billon                |                   |
| 1938 | The Puritan                       | Le commissaire Lavan                                     | Jeff Musso                   |                   |
| 1938 | Chéri-Bibi                        | Francis dit Chéri-Bibi                                   | Léon Mathot                  |                   |
| 1938 | Alert in the Mediterranean        | Le commandant Lestailleur                                | Léo Joannon                  |                   |
| 1938 | Adrienne Lecouvreur               | Maurice de Saxe                                          | Marcel L'Herbier             |                   |
| 1938 | Three Waltzes                     | Octave, Philippe et Gérard de Chalencey                  | Ludwig Berger                |                   |
| 1939 | The Phantom Carriage              | David Holm                                               | Julien Duvivier              |                   |
| 1941 | Le Duel                           | Father Daniel Maurey                                     | Pierre Fresnay               |                   |
| 1941 | Le dernier des six                | Le commissaire Wensceslas Voroboevitch dit Monsieur Wens | Georges Lacombe              |                   |
| 1941 | Le briseur de chaînes             | Marcus                                                   | Jacques Daniel-Norman        |                   |
| 1942 | The Strangers in the House        | Le narrateur                                             | Henri Decoin                 | nemenționat       |
| 1942 | Le journal tombe à cinq heures    | Le reporter Pierre Rabaud                                | Georges Lacombe              |                   |
| 1942 | The Murderer Lives at Number 21   | Monsieur Wens                                            | Henri-Georges Clouzot        |                   |
| 1943 | La Main du diable                 | Roland Brissot                                           | Maurice Tourneur             |                   |
| 1943 | The Stairs Without End            | Pierre                                                   | Georges Lacombe              |                   |
| 1943 | I Am with You                     | François                                                 | Henri Decoin                 |                   |
| 1943 | Le Corbeau                        | Doctor Rémy Germain                                      | Henri-Georges Clouzot        |                   |
| 1944 | Traveling Light                   | Gaston                                                   | Jean Anouilh                 |                   |
| 1946 | La fille du diable                | Ludovic Mercier / Saget                                  | Henri Decoin                 |                   |
| 1946 | Le visiteur                       | Sauval                                                   | Jean Dréville                |                   |
| 1947 | Monsieur Vincent                  | Vincent de Paul                                          | Maurice Cloche               |                   |
| 1948 | Les condamnés                     | Jean Séverac                                             | Georges Lacombe              |                   |
| 1948 | Combourg, visage de pierre        | François-René de Chateaubriand                           | Jacques de Casembroot        | Voce              |
| 1949 | Barry                             | Le père Théotime                                         | Richard Pottier              |                   |
| 1949 | At the Grand Balcony              | Gilbert Carbot                                           | Henri Decoin                 |                   |
| 1949 | Vient de paraître                 | Moscat                                                   | Jacques Houssin              |                   |
| 1950 | The Paris Waltz                   | Jacques Offenbach                                        | Marcel Achard                |                   |
| 1950 | Justice Is Done                   | Narator                                                  | André Cayatte                | nemenționat       |
| 1950 | God Needs Men                     | Thomas Gourvennec                                        | Jean Delannoy                |                   |
| 1951 | Monsieur Fabre                    | Jean-Henri Fabre                                         | Henri Diamant-Berger         |                   |
| 1951 | Le Voyage en Amérique             | Gaston Fournier                                          | Henri Lavorel                |                   |
| 1951 | Great Man                         | Le professeur Louis Delage                               | Yves Ciampi                  |                   |
| 1952 | Il est minuit, docteur Schweitzer | Le docteur Albert Schweitzer                             | André Haguet                 |                   |
| 1953 | Napoleon Road                     | Édouard Martel                                           | Jean Delannoy                |                   |
| 1954 | The Unfrocked One                 | Maurice Morand                                           | Léo Joannon                  |                   |
| 1955 | Les évadés                        | Lt Pierre Keller                                         | Jean-Paul Le Chanois         |                   |
| 1955 | Les aristocrates                  | Marquis de Maubrun                                       | Denys de La Patellière       |                   |
| 1956 | If All the Guys in the World      | Narrator                                                 | Christian Jaque              | Voce, nemenționat |
| 1956 | L'homme aux clefs d'or            | Antoine Fournier                                         | Léo Joannon                  |                   |
| 1956 | The Hunchback of Notre Dame       | Narrator                                                 | Jean Delannoy                |                   |
| 1957 | The Ostrich Has Two Eggs          | Hippolyte Barjus                                         | Denys de La Patellière       |                   |
| 1957 | Les Fanatiques                    | Luis Vargas                                              | Alex Joffé                   |                   |
| 1958 | And Your Sister?                  | Bastien du Boccage                                       | Maurice Delbez               |                   |
| 1958 | Le insaziabili                    | Joseph Andrieu                                           | Léo Joannon                  |                   |
| 1959 | Les affreux                       | César Dandieu                                            | Marc Allégret                |                   |
| 1960 | La 1000eme fenêtre                | Armand Vallin                                            | Robert Ménégoz               |                   |
| 1960 | The Old Guard                     | Baptiste Talon                                           | Gilles Grangier              |                   |
| 1969 | Dieu a choisi Paris               | Récitant                                                 | Philippe Arthuys             | Voce              |